# Процес C-41
Процес C-41 - це хромогенний процес проявлення кольорових негативних плівок. Запроваджений компанією Kodak у 1972 році  замінивши собою процес C-22 що використовувався до цього. Аналогами C-41 є процеси CN-16 від Fuji, CNK-4 від Konica та AP-70 від AGFA, є найпопулярнішими процесами обробки плівки на сьогоднішній день. Обробка за цим процесом можлива як вручну, так і за допомогою проявних машин.

## Утворення кольорового зображення

Ця діаграма ілюструє шари, які FujiFilm обрала для своєї плівки що підходить під процес С-41

Плівка розрахована на процес C-41 складається з ацетатної або поліефірної основи, на яку нанесено кілька емульсій. Кожен окремий шар емульсії чутливий лише до певного кольору видимого світла. У хрестоматійному прикладі є три емульсії: найглибша чутлива до червоного, середня чутлива до зеленого, а верхня чутлива до синього. Під синім шаром знаходиться жовтий фільтр, що складається з барвників або колоїдного срібла. Цей шар фільтра слугує для видалення синього кольору. Під чутливим до синього шару та жовтим фільтром знаходяться зелений та червоний чутливі шари.
Ілюстративний приклад, наведений вище, відрізняється від реальної конструкції сучасних плівок кількістю шарів. Майже всі плівки підходящі під C-41 містять більше шарів, чутливих до кожного окремого кольору. Кожен із цих шарів має різні характеристики швидкості та контрастності, що дозволяє правильно експонувати плівку в широкому діапазоні умов освітлення.
Окрім кількох емульсійних шарів, справжні плівки мають й інші шари, нечутливі до світла. Наприклад деякі плівки покриті шарами, що блокують вплив ультрафіолету, або покриттям що захищає від подряпин. Також можуть бути шари для розподілу різних емульсій або додаткові фільтруючі шари.
Кожен емульсійний шар, окрім світлочутливих компонентів, містить хімічні речовини, які називаються кольороутворюючими компонентами. Ці компоненти, розташовані в синьому, зеленому та червоному шарах та виробляють жовтий, пурпуровий і блакитний барвники, відповідно, під час проявки. Від кольороутворювальних компонент залежить точність кольоропередачі, а також архівна стійкість одержуваного зображення

## Процес
Процес C-41 однаковий для всіх плівок придатних до (тобто розроблених під) C-41, хоча хімічні процеси обробки різних виробників дещо відрізняються.
| № | Етап обробки | Тривалість обробки |
| - | ------------ | ------------------ |
| 1 | Проявлення   | 3 хв. 15 сек.      |
| 2 | Відбілювання | 45 сек.            |
| 3 | Фіксаж       | 1 хв. 30 сек.      |
| 4 | Стабілізація | 1 хв.              |
| 5 | Сушка        |                    |

Після експонування плівка проявлюється в «кольоровому проявнику». Інгредієнтом, що виступає проявником, є хімікат на основі парафенілендіаміну, відомий як CD-4. Проявник відновлює металеве срібло що супроводжується його окисненням, продукти окиснення взаємодіють з кольороутворюючою компонентою, утворюючи нерозчинний у воді барвник. 
Обробка проходить за температури 37,8 °С (або 100 °F). Контроль температури та перемішування плівки в проявнику має вирішальне значення для отримання стабільних і точних результатів. Однак через труднощі підтримки такої температури при обробці «вручну» вона може бути знижена до 28—30 °C при відповідному подовженні тривалості окремих стадій. Але неправильна температура/тривалість може призвести до серйозних похибок кольоропередачі або значної нестачі чи надмірного прояву плівки.
Після проявника використовується відбілювач, він перетворює металеве срібло, утворене проявом, на галогенід срібла, який потім розчиняється у фіксаторі. Після відбілювача фіксатор видаляє галогенід срібла. У процесі С-41 немає проміжних промивань. Існує лише остаточне промивання, оскільки в промивну рідину вводяться певні речовини, що руйнують залишки тіосульфату натрію (фіксажу) і речовини, що сприяють антибактеріальному захисту (формалін, дихлороізоціанурова кислота), остаточне промивання отримало назву стабілізації. Завдяки використанню стабілізатора значно збільшується збереження зображення у часі. 
Існують спрощені версії процесу, які використовують комбінований відбілювач (EDTA), який розчиняє срібло, що утворюється в результаті прояву, і видаляє непроявлений галогенід срібла. Вони не використовуються комерційними процесорами C-41 і продаються для домашнього чи польового використання.
Далі зображення з негативу можна надрукувати для отримання позитивної фотографії.

## «Push»-оброка
Як і в процесі обробки чорно-білої плівки, процес C-41 можна використовувати для зміни світлочутливості кольорової фотоплівки. 
При обробці існує можливість дворозавого збільшення світлочутливості. Для цього підвищується концентрація проявника, а процес проявлення подовжується.
При збільшенні часу прояви зростає світлочутливість і підвищується контраст. При зміні часу прояву на 20 секунд можна досягти збільшення світлочутливості фотоплівки в 2 рази (або, іншими словами, на 1 щабель) - це називається «Push +1». Збільшення часу на 40 секунд дозволяє підняти світлочутливість у 4 рази (на 2 щаблі) - «Push +2». 
Однак, через складність плівки та суворий характер процесу результати дуже відрізняються; як і у випадку з чорно-білими негативами, цей процес зазвичай призводить до отримання негативу з вищим контрастом, а іноді й зернистістю. 

## Негатив
Отримана плівка є негативом, тобто найтемніші плями на плівці – це ті ділянки, які були найсвітлішими на вихідних об’єктах фотозйомки. Майже всі плівки для C-41 також містять додаткову помаранчеву маску для компенсації оптичних недоліків барвників у плівці. Ці негативи виглядають помаранчевими під час прямого перегляду, хоча помаранчева основа компенсується у формулі матеріалів для кольорового друку. У деяких плівках розроблених під C-41 помаранчева основа відсутня, наприклад у тих що призначені для цифрового сканування. Готовий негатив друкується на кольоровому фотопапері для отримання позитивного зображення.